# Saúde no México
Histórico: O estado não teve participação na saúde do mexico até 1791, com a abertura do Hospício Cabañas em Guadalajara, Jalisco, México, que funciona até hoje e recebeu status de patrimônio da humanidade pela UNESCO em 1993. A saúde pública de fato, porém, se consolidou teoricamente com o artigo 123 da constituição mexicana de 1917, que discorreu sobre vários direitos do trabalhador, entre eles, a saúde. A implantação Prática de um sistema nacional de saúde iniciou-se, contudo, apenas em 1943, durante a presidência de Manuel Ávila Camacho, quando se criou o IMSS (Instituto Mexicano de Segurança Social), para trabalhadores de entidades não-governamentais. Em 1959, durante a presidência de Adolfo Lopez Mateos, os funcionários públicos receberam seu próprio sistema de segurança social para saúde com a fundação da ISSSTE (Instituto de Segurança Social e Serviços para Trabalhadores do Estado). Juntos, o IMSS e o ISSSTE dão cobertura a aproximadamente 60% dos mexicanos, sendo que para os demais, que não se encaixam nos critérios desses dois programas, existem opções de cobertura provenientes diretamente do secretariado da saúde (SSA) e do IMSS solidariedade, entre outras instituições mais especializadas.
Tipos de financiamento:
Existem três tipos principais de prestação de serviços de saúde neste país:
1. O primeiro é a seguridade social, dividida entre a atenção aos trabalhadores do setor privado, representada pelo IMSS (Instituto Mexicano del Seguro Social), e aquela destinada aos do setor público, ISSSTE (Instituto de Seguridad y Servicios Sociales de los Trabajadores del Estado). O IMSS atende 44,5% dos mexicanos, enquanto o ISSSTE, 10,6% dos segurados.
2. O segundo é conhecido como Seguro Popular, cujas instituições principais são a SSA, o Programa IMSS-Solidariedade e a DDF. Estas prestam serviços aos 40% da população não-assegurada. Os usuários em geral são de baixa renda, moradores de áreas rurais e urbanas, além de trabalhadores da economia informal. Além desses dois de maior cobertura, outros fundos de seguridade social completam os programas de saúde e serviços sociais mantidos por empresas e instituições, como a PEMEX (Petróleos Mexicanos), a SEDENA (Secretaría de la Defensa Nacional) e pela Secretaría de Marina.
3. O terceiro componente é o setor privado, que em geral atua em bases operacionais como consultórios, clínicas ambulatoriais, hospitais e unidades de medicina ambulatoriais.

Tipo de Acesso:
Uma das principais características do sistema de saúde mexicano é a fragmentação do serviço assim como de seu acesso. Esta falta de integração pode ser vista, principalmente, quando se analisa a disparidade dos benefícios recebidos pela população como um todo. O investimento financeiro é proporcional à qualidade da oferta.
Na teoria o setor privado deveria atender a 10% da população. No entanto, de acordo com dados da Encuesta Nacional de Salud 2000, 21% dos usuários da seguridade social, e ao redor de 28% da população não-assegurada, identificam como sendo sua última fonte de assistência ambulatorial um prestador privado.
Cobertura:
O sistema de saúde mexicano compreende dois setores, público e privado. Se enquadram no setor público de saúde as instituições de seguridade social [Instituto Mexicano de Seguro Social (IMSS), Instituto da Seguridade e Serviços Sociais dos Trabalhadores (ISSSTE), Petroleos Mexicanos (PEMEX), Ministério da Defesa (SEDENA), Ministério da Marinha (SEMAR) e outros] e as instituições e programas que servem à população sem seguridade social [Ministério da Saúde (SSA), Serviços Estatais de Saúde (Sesa), Programa de IMSS-Oportunidades (IMSS-O) Seguro Popular de Saúde (SPS)]. O setor privado inclui companhias de seguros e prestadores de serviços que trabalham em consultórios, clínicas e hospitais privados, incluindo os prestadores de serviço de medicina alternativa.
Quem são os beneficiários: de acordo com o artigo 4o da Constituição do México, a saúde é um direito de todos os mexicanos. No entanto, nem todos têm efetivamente exercido esse direito. O sistema de saúde mexicano oferece benefícios divergentes na saúde, dependendo da população em questão. No país existem diferentes grupos de beneficiários de instituições de saúde, dentre eles:
- Os trabalhadores assalariados, aposentados e suas famílias;
- Os trabalhadores autônomos, trabalhadores do setor informal, os desempregados e as pessoas que estãofora do mercado de trabalho, e suas famílias;
- As pessoas com renda fixa.

Gastos Privados e Públicos em Saúde:

A porcentagem do PIB de despesa total em saúde no México representou 6,2% em 2010, tendo um aumento anterior de 5,1%, em 2000, para 5,9% em 2008. Além disso, também houve aumento com o gasto per cápita de saúde que passou de US$ 508 dpi em 2000 para US$ 890 dpi em 2008.
Em 2008, a despesa pública com saúde representou 46,7% do total das despesas em saúde. Embora lentamente, esta porcentagem tem vindo a aumentar. Em 1990, por exemplo, a despesa pública concentrava somente 40,4% do total das despesas de saúde. Em 2008, a despesa pública com a saúde ascendeu a 330.339 milhões de pesos (cerca de US$ 30 bilhões). A maior parte desta despesa foi para o SSA (45,2%), seguido pelo IMSS (42%) e ISSSTE (9,7%).A despesa pública per capita com a saúde em 2007 foi de US$ 415,14.
Há, no entanto, diferenças importantes entre grupos populacionais. A despesa pública per capita de saúde com a população com segurança social é ainda maior do que o gasto público per capita com a população sem segurança social. Em 2007, as despesas de saúde privada concentraram 54,6% da despesa total em saúde. Cerca de 93% destas despesas são pagamentos particulares e 7% correspondem a pagamentos provenientes de seguro de saúde privado. O México tem um dos números mais elevados de pagamentos particulares da região. Esta despesa expõe famílias a gastos catastróficos e/ou empobrecimento.
Embora os gastos públicos com saúde no México mais que dobraram desde 1995, eles continuam baixos quando comparados a padrões internacionais. O México também está abaixo da média da OCDE em termos de gasto total com saúde por pessoa, com USD 977 em 2010 comparado a uma média da OCDE de USD 3.322. Entre 2000 e 2009, o gasto total com saúde no México aumentou, em termos reais, 3,8% por ano em média, uma taxa de crescimento menor que a média da OCDE de 4,0%. Esta taxa de crescimento foi reduzida para 1,5% em 2010.
Indicadores de Saúde:
A população mexicana, em 2008, contava com 106,6 milhões de habitantes, e a proporção entre homens e mulheres era de 0.95. Atualmente, ela conta com 122,3 milhões de habitantes e a proporção gira em torno de 1.09.
A expectativa de vida é de 74,4 anos ao nascer, sendo 77 anos para mulheres e 74 anos para homens. 
Em 2008 a situação era de:
- Mortalidade infantil: 15.2
- Prevalência de Diabetes em adultos (%)(2006): 14,4
- Prevalência de hipertensão arterial em adultos (%)(2006): 43,2
- Proporção de partos assistidos por pessoal qualificado: 94
- Cobertura de vacinação de esquema básico (%):
- Em menores de 1 ano: 94,5
- Entre 1 e 4 anos: 97,9

As dez principais causas de morte em mulheres em 2008 foram:
- Diabetes mellitus: 16,74%
- Doenças isquêmicas cardíacas: 10,9%
- Doenças cerebrovasculares: 6,65%
- Doença pulmonar obstrutiva crônica (DPOC): 3,77%
- Doenças hipertensivas: 3,73%
- Infecções respiratórias agudas baixas: 2,94%
- Cirrose e outras doenças crônicas do fígado: 2,92%
- Síndromes nefríticas e nefróticas: 2,44%
- Tumor maligno de mama: 2,03%
- Causas mal-definidas: 2,17%
- Demais causas: 43,92%

As dez principais causas de morte entre homens em 2008:
- Diabetes mellitus: 11,87%
- Doenças isquêmicas cardíacas: 11,24%
- Cirrose e outras doenças crônicas do fígado: 7,13%
- Doenças cerebrovasculares: 4,78%
- Homicídio: 4,18%
- Doença pulmonar obstrutiva crônica: 3,85%
- Acidentes de trânsito: 3,21%
- Infecções respiratórias agudas baixas: 2,69%
- Doenças hipertensivas: 2,26%
- Síndromes nefríticas e nefróticas: 2,26%
- Causas mal-definidas: 1,77%
- Demais causas: 44,77%

Demanda por serviços em comparação com os dados anteriores:
Atualmente os componentes públicos do sistema de saúde geram, anualmente, 168 milhões de consultas gerais; 34 milhões de consultas de especialidade; 24 milhões de consultas de urgência; 13 milhões de consultas odontológicas; 1,5 milhões de partos; 2,7 milhões de intervenções cirúrgicas e pouco mais de 4 milhões de ingressos hospitalares. Ao que se refere aos serviços auxiliares de diagnóstico, o setor público gera 4 milhões de estudos de anatomia patológica, 167 milhões de análises de laboratório e 18 milhões de estudos radiológicos.
Avaliação Pela População:
O Inquérito Nacional de Saúde e Nutrição de 2006 afirma que cerca de 81% dos usuários dos serviços de saúde no México qualificam a qualidade da atenção como "boa" ou "muito boa". Uma votação realizada em 2009 pelo IMSS indica que 77% de seus usuários demonstram-se "satisfeitos" ou "muito satisfeitos" com os serviços que recebem e 85% recomendaria esse serviço de atenção.
O tempo de espera em instituições públicas tende a ser muito grande. Para se receber atenção ambulatorial através do IMSS espera-se em médio 91 minutos, contra 63 minutos no IMSS-O. Nas instituições privadas o tempo médio de espera é de 30 minutos. Os tempos de espera em serviços emergências são menores. Cerca de 70% dos usuários esperam menos de 15 minutos para receber atendimento, e 13% esperam mais de uma hora. Uma queixa comum entre os usuários dos serviços públicos se relaciona com longos períodos de espera para cirurgias eletivas.